# Enric Mas i Mirandes
Enric Mas i Mirandes (Palafrugell, 27 de setembre de 1906 - Barcelona, 15 de febrer de 1975) fou un futbolista català dels anys 1920 i 1930.

## Trajectòria
Començà la seva trajectòria al FC Palafrugell, quan el club empordanès militava entre els grans del futbol català. L'any 1926 fitxà pel FC Barcelona, debutant el 24 de setembre d'aquest any en un partit amistós enfront del WAC de Viena. Al Barcelona jugà durant sis temporades, en les quals guanyà la lliga de 1928-29, la copa d'Espanya de 1928 (en la qual es van haver de disputar tres partits finals per decidir el campió) i sis campionats de Catalunya. El gener de 1933 fitxà pel RCD Espanyol on romangué fins a 1934. La seva posició al camp era a la defensa. Es feu famós pel que fou anomenat "el salt anglès", un salt acrobàtic amb el qual allunyava amb més força la pilota.

## Palmarès
FC Barcelona
- Lliga espanyola: 1928-29
- Copa espanyola: 1928
- Campionat de Catalunya: 1926-27, 1927-28, 1929-30, 1930-31, 1931-32, 1932-33
- Copa de Campions: 1927-28